# Pedro Pablo Olaechea
Pedro Pablo Olaechea (Santiago del Estero, Argentina, 18 de noviembre de 1822 - ib., 24 de noviembre de 1868) fue un profesor y político argentino, que se desempeñó como diputado nacional por la Provincia de Santiago del Estero, entre otros cargos públicos.

## Reseña biográfica
Pedro Pablo Olaechea nació en Santiago del Estero el 18 de noviembre de 1822. Fueron sus padres Baltasar Olaechea Zuasnábar y Francisca Petrona Alcorta. Fue su hermano José Baltasar Olaechea, gobernador de Santiago del Estero entre 1876 y 1878. Por parte de su madre, fue sobrino de Manuel Alcorta, gobernador de Santiago del Estero en 1830, y de Amancio Jacinto Alcorta, destacado político y músico. Fue primo hermano de Amancio Mariano Alcorta, ministro de Relaciones Exteriores de la Nación.
Se casó con Carmen Alcorta y fueron padres de Pedro Olaechea y Alcorta, abogado, juez federal, académico nacional y senador nacional (1910-1919); y de Baltasar Olaechea y Alcorta, ingeniero, ministro y rector del Colegio Nacional de Santiago del Estero.
En 1841, el entonces gobernador de Santiago del Estero, Juan Felipe Ibarra, hizo matar a su padre y huyeron de la provincia. Al morir el caudillo regresaron. Fue un reputado hombre público, docente, profesor de filosofía y latín en las escuelas de los franciscanos y dominicos, y particular en su domicilio de manera gratuita. Se desempeñó como juez civil de primera instancia en varias oportunidades. Fue diputado provincial en 1852 y acompañó al gobernador Manuel Taboada en la firma del Acuerdo de San Nicolás. Estuvo a  cargo del gobierno de la provincia entre 1853 y 1854. Fue convencional constituyente entre 1854 y 1858 en la ciudad de Paraná y también diputado nacional en 1854 y 1860. En dicha Cámara se desempeñó como presidente de la Comisión de Peticiones y Poderes y también como presidente de la Comisión de Negocios Extranjeros. Fue autor de la primera ley de educación provincial en 1861, siendo ministro interino del gobernador Pedro Ramón Alcorta.
Falleció en Santiago del Estero el 24 de noviembre de 1868.